# Melanophthalma cantabrica
Melanophthalma cantabrica é uma espécie de insetos coleópteros polífagos pertencente à família Latridiidae.
A autoridade científica da espécie é Otto, tendo sido descrita no ano de 1978.
Trata-se de uma espécie presente no território português.